# 安正同
安正同（？年—1360年），磁州（今河北省）人。平章政事安祐孫女、王時之妻。

## 生平
至正十九年（公元1359年），王時以參知政事分省太原，安正同隨同前往。
至正二十年（公元1360年），賊軍攻陷太原，眾人皆逃亡。安正同與王時的妾李氏兩人跳井自殺。後來安正同被追贈為梁國夫人，謚莊潔。

## 延伸阅读
[在维基数据编辑]
 《元史/卷201》，出自宋濂《元史》
 《新元史/卷246》，出自柯劭忞《新元史》